# 風魔小太郎
風魔 小太郎（ふうま こたろう）、風摩 小太郎は、相模国足柄下郡出身で、風魔一族（ふうまいちぞく）ないし風魔忍者（ふうまにんじゃ）を率いて代々後北条氏に仕えた乱波の首領。後北条氏滅亡後は江戸へ上り、盗賊になったとされる。根拠地は武蔵国や足柄山地ともいわれる。『北条五代記』の風魔と、風魔に関連する『見聞集』の逸話、『鎌倉管領九代記』に登場する風間小太郎から生まれた伝説の忍者であり、現代にいたるまで数多くの創作の題材となっている。

## 前史

### 『北条五代記』の風魔
寛永18年（1641年）刊の三浦浄心『北条五代記』 によると、天正9年（1581）に北条氏直が黄瀬川で武田勝頼・信勝の軍勢と対陣したとき、氏直が扶持した乱波の1人・風广（風魔・風摩）は「四頭（四盗）」と200人の徒党を率い、武田の陣に夜討ちをして相手を苦しめた。
氏直乱波。200人扶持し給ふ中に。1の悪者有。かれが名を。風广と云。たとへば西天竺。96人の中。1のくせ者を外道といへるがごとし。—『北条五代記』寛永版 巻9「関東の乱波智略の事」より
同書によると、風广は、謀計・調略に非凡な才能を発揮し、武田軍の兵士はその風貌について、身の丈が7尺2寸（約218cm）あり、目や口が裂けて、牙が4本出ているなど、人間離れしていると噂した、という。作中では、風广の出自などは明らかにされていない。

### 風間の三郎太郎

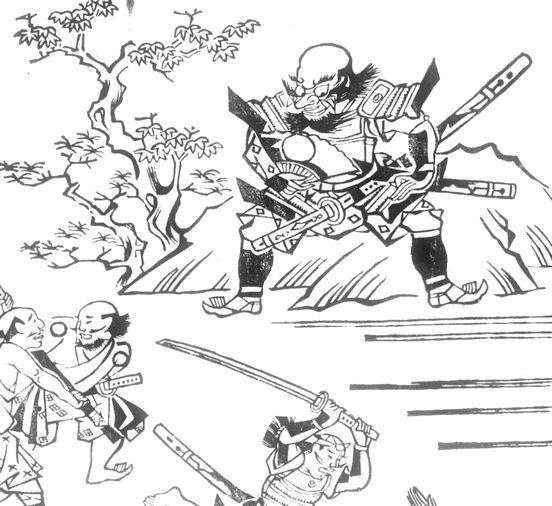
『北条五代記』万治版挿絵に描かれた風广

万治2年（1659年）に『北条五代記』の絵入り本が刊行された後、同4年（1661年）に刊行された『古老軍物語』は、「乱波」とは「忍びの者」であり、風广は近江の甲賀出身の風間（かざま）の三郎太郞で、どんなに厳しい番所をも忍び入るので、「風間」と名付けられた、と解釈し直した。なお、「甲賀三郎」は、諏訪大社の縁起物語の主人公の名である。

### 風間小太郎
寛文12年（1672年）刊の推定・浅井了意著『鎌倉管領九代記』 は、永享12年（1440年）から翌年にかけての結城合戦のとき、結城城を包囲した幕府軍の総大将・上杉清方の命を受けた相模国足下郡に住なれた忍びの上手・風間小太郎が密使として城中に入り、籠城方の城将・山内氏義（山川基義）を離反させることに成功した、と伝えている。
管領（くはんれい）大に喜ひ給ひて。其頃世に隠れなき忍びの上手に相模（さかみ）国足下郡(あしものこほり)に住なれし。風間（かさまの）小太郎といふ者をぞつかはされける。—『鎌倉管領九代記』巻4（持氏）下「千葉介軍評定付山内氏義出城」より

### 風間の弟子たち

#### 小田原の風間が弟子
寛文6年（1666年）刊の浅井了意『伽婢子』では、武田軍が信州割峠（割ヶ嶽城）に出馬した永禄4年（1561年）頃、武田信玄が今川氏真から借りて秘蔵していた『古今和歌集』を盗み出して甲州の西郡を風のような速さで進んでいた犯人が、歩行の達者・熊若に捕えられ、「（前略）我は上州箕輪の城主・永野が家につかへし竊（しのび）のもの、もとは小田原の風間が弟子也。わが主君の敵なれば信玄公をころさんとこそはかりしに、本意なき事かな。（後略）」と言い残して、殺される。

#### 飛加藤
同じ『伽婢子』の中で、越後国・春日山城にやってきて「牛をのむ」などの幻術を披露して人々を驚かせ、長尾謙信に召し出されて家臣の直江山城守の家から長刀と「女の童（めのわらは）」を盗み出し、危険視されて逃亡した後、武田氏に仕官しようとして殺されていた「名誉の窃盗（しのび）」飛加藤は、元禄11年（1698年）の槇島昭武『北越軍談』では「小田原の風間が弟子」と同一人物とみなされ、風間次郎太郎の伝授を受けたとされるようになった。
天文元年（1736年）の江島其磧の浮世草子『風流軍配団（うちわ）』では、風間の三郎大夫とその弟子の飛加藤は、2人で長尾謙信に仕え、武田氏との合戦で夜討ちや盗みをして活躍するが、のち風間は郷里の近江で逼塞する。飛加藤に三浦の大介殿着用の鎧を盗まれた北条早雲の家中はこれに対抗するため風間を召し抱えようとするが、譜代の家臣・大道寺新蔵人が「武士の正道ではない」と反対し、風間は後北条氏に仕えないまま物語が終わる。

#### 二曲輪猪助
享保11年（1726年）成立の槇島昭武著『関八州古戦録』では、河越夜戦のとき、風間小太郎の指南を受けた二曲輪猪助が、北条氏康の命を受けて、敵方の上杉氏の陣に斥候として差し向けられる。

## 風摩の一類
風魔小太郎は、戦前の忍術映画などに登場した形跡がほとんどなく、大正の頃流行した立川文庫にも名が出てこないと指摘されている。一方で、戦前には下記の関連作品が刊行されている。

### 『見聞集』と向崎甚内
『北条五代記』の著者・三浦浄心の子孫の家に秘書として伝えられた『見聞集』は、化政期頃から写本で流布し、明治期以降、1901年、1906年、1912年、1916年と、たびたび翻刻が刊行された。
『見聞集』には、後北条氏滅亡後、向崎甚内が「関東各地に千人も二千人もいる盗賊の首領は、みな昔有名だったいたづら者、風魔の一類らっぱの子孫どもです。自分は居場所を知っているので案内しましょう」と訴え出て、江戸町奉行所による「盗人狩」が行われ、「盗人」が根絶やしにされたが、その後、向崎甚内も「大盗人」だったことがわかり、慶長18年（1613年）に浅草原で処刑された、との逸話を載せていた。
向崎（高坂）甚内については、『見聞集』が流布したとみられる時期より前の享保17年（1732年）の『江戸砂子』に、浅草・鳥越で処刑された後に瘧（マラリア）の神とされるようになったことの紹介があり、馬場文耕『皿屋敷弁疑録』などによって、武田の遺臣、『番町皿屋敷』のお菊の父、辻斬りをして逐電し諸国を放浪した、などの後伝が発展していた。

### 三甚内
文化13年（1816年）頃に成立した十方庵『遊歴雑記』第3編 は、幸坂（向崎）甚内を盗賊出身で江戸で有名になった「日本三甚内」の1人として紹介した。他の2人は、忍術と大力で日本中から人を探し集め、駿府の遊女屋を江戸へ移して新吉原を起した庄司甚内と、剣術・柔術・早業を極め、大久保忠度によって死罪を許されて、横目をしながら富沢町で古着商を営んだ鳶沢甚内とされた。
庄司甚内や鳶沢甚内は、1920年-1923年の矢田挿雲『江戸から東京へ』 や1928年の三田村鳶魚「慶長前後の泥坊」 の中で、小田原北条氏に仕えていた忍術使いとみなされるようになった。

### 三田村鳶魚の考証
1928年に三田村鳶魚は、雑誌『中央公論』に寄稿した、江戸初期の犯罪に関する考証もの「慶長前後の泥坊」の中で、『見聞集』の「風摩が一類らっぱの子孫ども」の逸話に触れ、「風摩」を『北条五代記』に登場する怪しげな人物として紹介し、別に『鎌倉公方（管領）九代記』に登場する、相模国足下郡の住人・風間小太郎という者もいたとして、「相模の風間の一族は斯る場合に著しい能力ある者として知られて居た」と解釈していた。

## 風摩小太郎

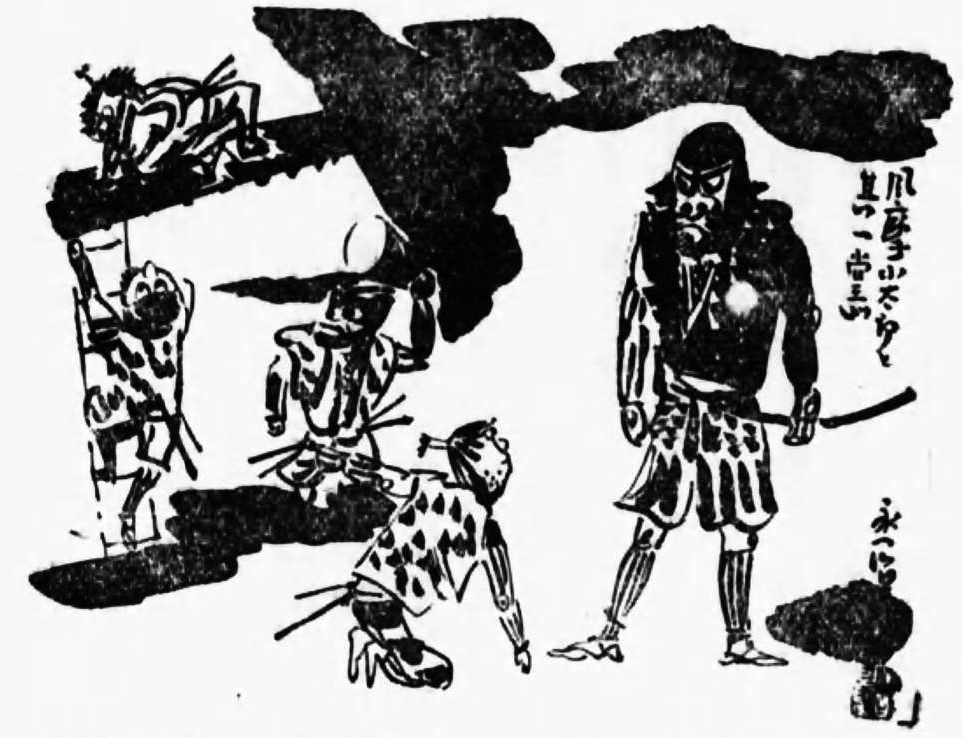
風摩小太郎と其一党（『武蔵野から大東京へ』より 絵：池田永治）

1932年10月から翌年2月にかけて『読売新聞』夕刊に連載された白石実三のオムニバス小説『武蔵野から大東京へ』には、武蔵野の妖盗・風摩小太郎が登場する。「妖盗風摩小太郎」の話の前段では、家康の関東入国前の或る日の昼、江戸の商家に、秩父の猿まわしが現われ、その日の晩、この家に風摩小太郎率いる黒装束の「乱発（らっぱ）」集団が強盗に入る。話の後段では、風摩小太郎と乱発集団は武蔵野から多摩川を越えて黄瀬川へ遠征し、武田軍と戦う。
一味は、すなはち『乱発（らっぱ）』と呼ばれた関東の怪盗である。関西では、これを『素抜』といってゐた。両方とも『群盗』『忍術使ひ』といふ意味であるが、ラッパ、スッパともに、日本語ではないらしい。スッパ････スッパぬく････SPY（スパイ）････外来らしい音だ。『乱発』の大首魁を、風摩小太郎といった。—白石実三「妖盗風摩小太郎」より
前島康彦は、白石の『武蔵野から大東京へ』は、同じ『読売新聞』で連載された矢田の地誌読物『江戸から東京へ』の影響を受けており、矢田が旧東京市内を対象としたのに対し、白石は専ら新区に舞台を繰り広げた、としている。しかし『武蔵野から大東京へ』によると、白石は旧区の話題も取上げており、むしろ話の内容が地誌を離れて空想味を強めていたようである。前島によると、「大森貝塚」の話の中で、出土した人骨にカニバリズムの痕跡がみられるとして、それを肯定していた点などが当時一部で物議をかもした、といい、白石は、何度か出てくる人肉嗜食の話題のほかにも、「人柱奇談」「家伝河童の妙薬」「雪をんな」「秩父の怪蛇」など、怪物・奇人の話題と史話を組合せて話を展開している。
『武蔵野から大東京へ』は好評を博して翌年に単行本が刊行され、1938年・1954年に再刊。白石の著書の中でも売れ行きはかなり良かったという。
1933年4月、三田村は「慶長前後の泥坊」の「江戸叢書」収載にあたり、内容を大幅に改稿し、風摩小太郎について以下のように解釈し直した。
北条氏直はその中でも多くのラッパを持ってゐて、200人ほども扶持して居った。その中の大将を風摩（ふうま）といって、これがラッパの中でも有名なものでありました。身の丈が7尺2寸もあり（･･･）随分怪しげな状貌で、変った恰好をしてゐる。これは相州足柄下郡に住んでゐた風間小太郎（かざまこたろう）といふ者なのですが、『カザマ』と云はずに『フウマ』とよませてゐる。関東でも名高いラッパでありました。（･･･）風間（ふうま）の一族は相模に蔓（はびこ）って居って、北条氏康の為に一族を率ゐて特別任務についた。—三田村鳶魚「乱波出抜」より
- 1937年の角田喜久雄『乱波殲滅記』では、後北条氏滅亡後、熊ヶ谷宿にある「風摩の御館」を拠点に盗賊をしていた風摩小太郎とその盗賊団は、幸坂甚内の盗賊団の襲撃を受けて殲滅される[24]。『乱波殲滅記』は、1939年、1942年、1952年、1956年、1961年、1990年、1994年と、角田の作品集に度々収録されている。

## 風摩から風魔へ
(1940-50年代)
- 1948年の伊賀竜之助『猿飛佐助』では、後北条氏に仕える敵役の武将、風摩小太郎正重・小次郎高重の兄弟が、「風摩の術」を使い、武田勝頼に仕える主人公の猿飛佐助と戦う[25]。
- 1949年の中澤巠夫の児童向け小説『富士の風魔』では、足柄山麓の村で暮らす風間一族の子で主人公の風間小源太が、山地一帯を根拠地とする同族の風魔一党に拐われた「あけみちゃん」を取り戻そうとする[26]。

　小源太は、家へはいると、そっと納戸から刀をとりだして来て、裏の井戸ばたで、ごしごしと、とぎはじめた。（･･･）

「小源太や。なにをしているの、あぶないよ。」

やさしい声がした。おかあさんが、畑から、もいで来たあきなすびをかごにいれて、うしろに立っていた。

「おかあさん･･････。おいらの家はぬすびとじゃないね。」

　小源太は、きゅうにかなしくなって、おかあさんの胸に、とびついてなきだした。

「おとうさまは野武士でしたが、けっしてぬすみはしませんでしたよ。」

　おかあさんは、きっぱりといった。—風間小源太とおかあさん、中澤巠夫『富士の風魔』より
- 1952年の海音寺潮五郎の『週刊読売』連載小説『風魔一族』では、後北条氏滅亡の9年後（関ヶ原の戦いの少し前）、小田原の船原で暮らしていた風魔小太郎は、石田三成から上杉氏と連携して関東を攪乱するよう依頼された息子の風魔小次郎と島左近の家来・高坂甚内に説得され、上杉討伐のため江戸へ向かった徳川家康を暗殺しようとするが、未遂に終わる。飛沢甚内・庄司甚内も江戸へ上り、庄司は吉原を開く[28]。

中沢や海音寺は、「実録文学」を志して戦前から三田村鳶魚の講話を聞く「満月会」に参加し、戦後も毎月「矢立会」を開いて三田村の話を聞き、また経済面でも援助するなど、三田村と交流の深い作家だった。
後年、中沢が著した考証もの「江戸を震撼させた風魔一党」によると、中沢は、それまでの創作で用いられていた「風摩」表記は『改定史籍集覧』の『北条五代記』 にみえるが、『古事類苑』にある同書からの引用文 は「風魔」表記になっていることに気付き、「風魔という文字の方が、いかにも、乱波ものを象徴しているようだから」「風魔」表記を採用したという。「風魔」表記は海音寺の作品でも用いられている。
- 1954年 - 1955年に『東京タイムス』などの新聞に連載された南条三郎の小説『美女決闘』では、関東に入国した徳川家康により討伐された武蔵野の群盗「乱発（らっぱ）」の首領・風魔小太郎の36人の娘達が、武蔵国と相模国の境目辺り（横浜市港北区、長津田から大和市辺り[34]）にある「風魔の森」に集まり、父の仇である裏切り者や家康の殺害と男子禁制を誓う[35]。『美女決闘』は1955年8月に新東宝の配給で映画化され（監督：冬島泰三）[35]、関係者の間で風魔小太郎のことが「興味的に論議」されたという[34]。

## 隠密剣士の風摩小太郎
（1960年代）
- 1961年,1962年,1967年 白土三平の漫画『真田剣流』『風魔』『忍者旋風』 - 風魔小太郎及び彼の率いる風魔一族を主役とする三部作。
- 1961年 柴田錬三郎『眠狂四郎独歩行 前編』に風魔三郎、1963年の『真田幸村』に風魔鬼太郞
- 1962年,1964年,1965年,1968年 早乙女貢『風魔忍法帖』『風魔忍秘抄』『風魔三国志』『忍び風魔党』
- 1963年 - 1964年 宣弘社製作のテレビ映画『隠密剣士』第5部・第6部で天津敏が演じた敵役の風摩小太郎（の子孫）が人気に。第5部「忍法風摩一族」で視聴率が40％を超え[36]、第5部が好評だったため第6部として続編「続忍法風摩一族」が放映された[37][38]。1963年・1964年には東映で映画化され、舞台にもなった[37][38]。

『隠密剣士』の企画を担当した西村俊一は、詳細な時代考証と人情ものを得意とし、後に『水戸黄門』シリーズを手掛けた。西村が宣弘社を離れてから立ち上げたプロダクションの社内資料によると、西村は稲垣史生編『三田村鳶魚江戸武家事典』『三田村鳶魚江戸生活事典』なども参考にして時代考証をしていた。
- 1963年 山田風太郎『風来忍法帖』
- 1963年 - 1964年 古城武司の漫画「風魔の三郎」[40]
- 1964年 光瀬龍の小説『夕ばえ作戦』 - 敵は風魔小太郎率いる風魔忍者。
- 1965年 『少年猿飛佐助 風魔一族の巻』コロムビア
- 1968年 古田足日（著）田島征三（絵）『忍術らくだい生』[41]

## サブカルチャーへの浸透
（1970-80年代）
- 1975年 牛次郎（原作）石川賢とダイナミックプロ（漫画）『風魔孤太郞』[42]
- 1976年 - 1977年 テレビ番組『忍者キャプター』 - 敵は風魔烈風率いる忍軍。主人公、出雲大介は風魔忍軍の抜け忍。脚本は「隠密剣士」の伊上勝。
- 1982年 - 1984年 車田正美の漫画『風魔の小次郎』 - 忍者をモチーフにした格闘漫画。
- 1986年 - 1988年 隆慶一郎の時代小説『影武者徳川家康』

身の丈7尺2寸とはそれが偽装のため作られた伝説とはいえ、異常すぎる。（…）これは現実の小太郎が常人より小柄であることを明かすものではないか。目はさかさまに裂け、四本の牙があるというのも異常だ。（…）実際の小太郎は武人にふさわしからぬ優しげな容貌の持ち主なのではないか。—隆慶一郎、『影武者徳川家康』より
- 1986年 - 1987年 テレビ番組『スケバン刑事III 少女忍法帖伝奇』 - 主人公風間三姉妹をはじめ、般若ら暗闇機関の忍者が風魔の一党。
- 1987年 映画『ルパン三世 風魔一族の陰謀』 - 墨縄一族が残した財宝を四百年もの間狙っていた風魔一党が、その財宝を巡って墨縄家の末裔と行動を共にしたルパン一味と死闘を繰り広げる。
- 1987年 ファミコン用アクションRPG『月風魔伝』
- 1987年 - 1989年 『鴉天狗カブト』
- 1987年 テレビ東京の12時間超ワイドドラマ『風雲江戸城 怒涛の将軍徳川家光』 - 風魔小太郎・小次郎・小三郎、庄司甚内
- 1988年 テレビ東京系列の時代劇『カッ飛び!ヤンヤン姫』 - ヤン姫の敵は風魔（第4話から）。
- 1988年 - 1993年 『週刊少年サンデー』で連載された青山剛昌の漫画『YAIBA』 - 鷹の怪人として現代に復活。
- 1989年 光栄のPCゲーム『信長の野望・戦国群雄伝』に登場。
- 1989年 - 2019年 尼子騒兵衛の漫画『落第忍者乱太郎』 - 主人公・猪名寺乱太郎の同級生である山村喜三太は、風魔流忍術学校からの転校生という設定になっている。

## ゲームキャラクター化
（1990-2010年代）
- 1990年 - 1993年 テレビ朝日、東映製作の時代劇『将軍家光忍び旅』
- 1990年 - 2004年 ライトノベル『炎の蜃気楼』
- 1990年 - 1993年 隆慶一郎（原作）原哲夫（画）漫画『花の慶次』（『週刊少年ジャンプ』連載、単行本8・9巻）
- 1991年 光栄のPCゲーム『伊忍道 打倒信長』
- 1992年 テレビゲーム『ニンジャコマンドー』のプレイヤー・キャラクター
- 1992年 CLAMPの漫画『X』の主人公のうち2人
- 1992年 ネオジオ向け対戦型格闘ゲーム『ワールドヒーローズ』のメインキャラクター・フウマ。
- 1992年 麻倉一矢の小説『徳川三国志 風魔忍法伝』[44]
- 1993年 - 1998年 松枝蔵人の小説『瑠璃丸伝 当世しのび草紙』 - 主人公 瑠璃丸は風魔の現頭領。当作品において風魔は、伊賀や甲賀等忍びの一族のまとめ役として描かれた。
- 1994年 スーパーファミコン向けゲーム『花の慶次』
- 1995年 PS用のゲーム『戦国サイバー 藤丸地獄変』 - 風魔忍軍
- 1996年 - 2018年 ナムコの格闘ゲーム・ソウルシリーズの女性の忍者・タキとリ・ロンの恋人・チエなど
- 1996年 - 1997年 高橋義夫の小説『風魔山嶽党』（『文藝春秋』連載）
- 1997年 - 2000年 隆慶一郎（原作）原哲夫（画）漫画『SAKON（左近） -戦国風雲録-』（『週刊少年ジャンプ』連載）
- 1999年 - 2006年 『SAMURAI DEEPER KYO』 - 猿飛サスケの幼年期の友人・ライバル
- 1999年 - 2014年 岸本斉史の漫画『NARUTO -ナルト-』 - 風魔一族、風魔手裏剣
- 2000年 - 2015年 増田こうすけ『ギャグマンガ日和』の登場キャラクター
- 2002年 PS2『鬼武者2』のプレイヤーキャラクター（後北条氏に仕える若い忍者）として登場。
- 2003年 NHK大河ドラマ『武蔵』の「風魔小太郎は死なねえのよ」は有名である。
- 2003年 沢田黒蔵の小説『風魔の牙 黄金の忍者』[45]
- 2004年 - 2007年 鎌谷悠希の漫画『隠の王』 - 忍の五大勢力の一派として。舞台は現代だが、風魔の首領が世襲名として名乗っている。
- 2004年 決戦III - オプションのボーナスキャラクター
- 2004年 コーエーの歴史シミュレーションゲーム・太閤立志伝V
- 2005年 コナミのPSP向けSRPG『Twelve～戦国封神伝～』
- 2005年 ネオジオバトルコロシアムにハンゾウとともに登場。
- 2006年 PS2の『戦国無双2』のプレーヤーキャラクター
  - 「風魔小太郎の章」では、小太郎は徳川軍を操って天下統一を果たし、「我の形跡を一切消せ」と告げて家康に天下を譲ると最後は狼達とともに闇へと消えていった。
- 2006年 宮本昌孝の長編時代小説『風魔』
- 2006年 PS2の『龍が如く2』
- 2006年 PS2他の戦国BASARAシリーズ 2以降
- 2007年 鉄拳シリーズの「吉光」は『鉄拳6』から「風魔剣」を使用
- 2007年 PS2他の無双OROCHIシリーズ
- 2008年 テーブルトークRPG『ダブルクロス・リプレイ・ジパング』のNPC
- 2008年 - 2010年 薮口黒子の漫画『軒猿』
- 2008年 - 2010年 柳蒼二郎の小説『風の忍び 六代目小太郎』シリーズ[45]
- 2008年 - 2018年 川上稔のライトノベル『境界線上のホライゾン』の登場人物
- 2009年 Wiiの『戦国無双3』
- 2010年 映画『ルパン三世 the Last Job』 - 上記の「風魔一族の陰謀」とは別の風魔一党が登場。関係は語られていない。
- 2010年 富樫倫太郎の小説『早雲の軍配者』 - 第32回吉川英治文学新人賞候補作。
- 2010年 - 2019年 アニメシリーズ『戦国コレクション』
- 2011年 木村直巳の漫画『戦国風魔伝 乱破』[46]
- 2011年 - 2013年 唐々煙の漫画・アニメ『曇天に笑う』
- 2011年 - 2014年 宮本昌孝（原作）かわのいちろう（画）村上もとか（監修・キャラクターデザイン）の漫画『戦国SAGA 風魔風神伝』
- 2012年 ニンテンドーDS用シミュレーションゲーム『ポケモン+ノブナガの野望』のキャラクター・コタロウ
- 2012年 テレビアニメ『戦国コレクション』のクノイチ・風魔小太郎
- 2013年 1月 小田原出身のプロレスラー・妻木洋夫がリングネーム・FUMAを名乗る。
- 2013年 5月の小田原北條五代祭りのときの企画・天下一忍者決定戦の優勝者に「6代目風魔小太郎」の称号が与えられた。
- 2013年 タカラトミーの玩具シリーズとOVA作品『参乗合体 トランスフォーマーGo!』忍編の主人公・風摩兎飛雄
- 2014年 宮本昌孝『風魔外伝』[47]
- 2014年 瀧津孝『忍びっ娘ヴァルキリー 落ちこぼれくノ一と風魔忍軍の陰謀』[48]
- 2015年 スマートフォン向けRPG『Fate/Grand Order』にアサシンクラスのサーヴァントとして登場。
- 2016年 - 2017年 安芸宗一郎の小説『風魔小太郎血風録』シリーズ[49]
- 2017年8月 映画『劇場版 仮面ライダーエグゼイド トゥルー・エンディング』の仮面ライダー風魔[50]
- 2018年 Lay-duce制作のテレビアニメ『RELEASE THE SPYCE』の登場人物・相模楓。コードネームは「風魔」。
- 2019年 東郷隆の小説『風魔と早雲』[51]
- 2023年スマートフォンアプリ『戦国ALIVE』登場人物風魔小太郎。

## 考証もの
1928年の三田村鳶魚の『中央公論』掲載稿「慶長前後の泥坊」は、改稿されて1933年の『江戸の白浪』 に収録され、同書の再版が度々刊行されている（1956年、1966年、1975年、1988年、1997年）。その他にも下記の考証もの一覧に掲げた各書がある。特徴的な言説の初出を挙げれば下記のとおり。

### 慶長8年処刑
- 1958年の中澤巠夫「江戸を震撼させた風魔一党」に「高坂甚内は、徳川家が、江戸幕府を開始した慶長8年（1603）ごろ、風魔一党を、密訴し、その本拠地へ、捕方を案内した。／甚内の乾分どもも、風魔挿捕の手先をつとめたので、さすがに、猛威をふるった風魔の兇手も、次第に勢威をおとし、ついに首領風魔小太郎は、捕縛処刑された」とある[33]。

### 五代目
- 1964年の小山竜太郎「風魔小太郎」に「北条氏に五代ある通り、風魔小太郎にも五代あるといわれているが、もっとも有名なのは五代目の風魔小太郎である」とある[53]。

### 風間村・風間谷
- 1982年の永岡治『伊豆水軍物語』に「北条氏が配下としていた乱破に、風魔（ふうま）党というのがあった。相模の足柄下郡風間村に住んでいた一族であったといわれる」とある[54]。
- 1991年の名和弓雄「風魔小太郎」に「やがて彼等（大陸から渡来移住した騎馬集団）は、小田原の西方、箱根道を扼（やく）す、神奈川県足柄下郡風祭り（ママ）に近い、風間谷（風間村）に住みつき、地名をそのまま、風間一族と呼ばれた」とある[55]。

### 二曲輪猪助と風間小太郎
- 三田村「慶長前後の泥坊」の「風摩の一類」に関する考証には、『関八州古戦録』の二曲輪猪助への言及がみられない。その後に刊行された考証ものの中では、1979年の中田耕治「北条の乱波 風魔小太郎」に「このとき、北条氏康は、風魔の者、二曲輪猪助（ふたくるわいすけ）を使って、上杉方の陣中を探らせた」云々とあり[56]、以後いくつか言及例がある。
- 三田村より後の風魔小太郎に関する考証ものの中に『鎌倉管領九代記』の風間小太郎に言及している例は2021年現在まで確認できていない。なお、結城合戦の関連では府馬清『結城一族の興亡』[57] に言及がある。

### 考証もの一覧
（注）「参考文献」節に掲げた各書を除く。
- 新井英生「北条忍者」「歴史読本スペシャル‐忍の達人 影の奥義書」歴史読本特別増刊スペシャル、新人物往来社、1995年、86-91頁
- 池田裕「乱波」『歴史群像シリーズ特別編集【決定版】図説 忍者と忍術 忍器・奥義・秘伝集』学習研究社、2011年、117頁
- 稲垣史生『考証戦国時代入門』徳間書店、1973年、162-167頁
- （株）カプコン監修「風魔小太郎」『史実でわかる戦国BASARAの世界』宝島社、2015年、92頁
- 川上仁一監修「風魔党」『イラスト図解 忍者』日東書院、2012年、40-41頁
- 川口素生「戦国忍者列伝 エキスパート編 風魔小太郎」『歴史読本 8月号 特集忍びの戦国誌』第49巻第8号、新人物往来社、2004年8月、123頁
- 川口素生『スーパー忍者列伝』PHP研究所、2008年。
- 桐野作人「北条と風魔」『歴史群像シリーズ71 忍者と忍術 闇に潜んだ異能者の虚と実』学習研究社、2003年10月、124-125頁
- 黒井宏光「風魔小太郎」『忍術教本 忍びの秘伝31』新人物往来社、2009年、277-282頁
- 桑田忠親「25 江戸を荒らす二大盗賊団」『日本史千一夜』学生社新書、1962年、117-121頁
- 小山竜太郎「風魔小太郎」『真説・日本忍者列伝』荒地出版社、1964年、122-124頁
- 清水昇「風魔小太郎」「二曲輪猪助」『戦国忍者列伝‐80人の履歴書』河出書房新社、2008年、72-79頁
- 清水昇「風魔小太郎」『歴史人 8月号 忍者の謎と秘史』KKベストセラーズ、2011年8月、17頁
- 杉田幸三「戦国忍びの群像 北条忍者」『別冊歴史読本 戦国風雲忍びの里』新人物往来社、1999年11月、117-118頁
- 田村栄太郎『考証忍者物語』雄山閣、1988年、101-106頁
- 戸部新十郎『忍者と盗賊』河出書房新社、1986年。
- 戸部新十郎「盗賊として処刑された風魔小太郎」『歴史グラフィティ 忍者 歴史をささえた影の男たちのすべて』主婦と生活社、1993年10月、62-63頁
- 戸部新十郎「スッパとラッパ」『忍者と忍術』毎日新聞社、1996年、124-138頁
- 筒井功『忍びの者 その正体』河出書房新社、2021年
- 永岡治「風魔党とその海賊」『伊豆水軍物語』中公新書639、中央公論社、1982年、135-139頁、
- 永岡治『伊豆水軍』静新新書21、静岡新聞社、2008年、144-148頁
- 中澤巠夫「江戸を震撼させた風魔一党」『特集人物往来』3(4)、人物往来社、1958年12月、102-108頁
- 中島篤巳「諜報・隠密部隊 その他の隠密部隊 北条氏『風魔一党』」『歴史読本 12月号 激闘！戦国「異能」部隊』新人物往来社、1999年12月、109頁
- 中田耕治「北条の乱破 風魔小太郎」『歴史読本』24(3)、通号298、新人物往来社、1979年3月、66-71頁
- 名和弓雄「風魔小太郎」『歴史読本 臨時増刊 歴史ロマンシリーズ 特集 決定版 「忍者」のすべて』新人物往来社、1991年12月、156-157頁
- 南条三郎「風魔小太郎の史実談義」『美女決闘 上』河出書房、1956年、211-214頁
- 羽村滋「風魔小太郎」『歴史と旅 9月号 特集 忍者影の戦闘軍団』秋田書店、1983年9月、64-69頁
- 平山優『戦国の忍び』角川新書、2020年
- 水澤龍樹「漂漂泊する民の残痕 第12回 忍者たちの長い戦後」『歴史読本』第54巻第12号、新人物往来社、2009年12月、248-254頁
- 三田村鳶魚「慶長前後の泥坊」『中央公論』第43巻第2号（通巻481号）1928年2月、説苑1-24頁
- 三田村鳶魚「慶長前後の泥坊」『江戸の白浪 泥坊の話』江戸叢書 第2、早稲田大学出版部、1933年、1-97頁
- 杜山悠「将門反乱と風魔小二郎」『忍者の系譜』創元社、1972年、104-107頁
- 矢田義勝（插雲）『江戸から東京へ(2)』金桜堂書店、1921年
- 山岡哲也「相模北条忍者篇」『歴史読本 8月号 特集忍びの戦国誌』第49巻第8号、新人物往来社、2004年8月、70-75頁
- 山河宗太ほか『戦国忍者最強列伝』オークラ出版、2008年、18-19頁「北条家に仕えた忍者」42-43頁「向坂甚内」46-47頁「熊若」58-59頁「風魔小太郎」72-73頁「二曲輪猪助」
- 山北篤「盗賊となった忍者」『概説 忍者・忍術』新紀元社、2004年、95-98頁
- 山口正之『忍者の生活 新装版』生活史叢書2、雄山閣、1996年（初版1963年）
- 山下昌也「刑死して神とされた盗賊・高坂甚内」『実録 江戸の悪党』学研パブリッシング〈学研新書083〉、2010年7月、120-127頁。
- 渡辺誠「風魔小太郎」『歴史群像シリーズ71 忍者と忍術 闇に潜んだ異能者の虚と実』学習研究社、2003年10月、147-148頁

（川口素生「風魔小太郎」『歴史群像シリーズ特別編集【決定版】図説 忍者と忍術 忍器・奥義・秘伝集』学習研究社、2011年、127-128頁もほぼ同じ内容）
- 著者不明「風魔小太郎」「日本史の闇を支配した『忍者』の正体」『別冊宝島』第2032号、宝島社、2013年、66頁
- 著者不明「第4章 忍者はどこへ消えたのか」「日本史の闇を支配した『忍者』の正体」『別冊宝島』第2032号、宝島社、2013年、92-97頁